# Dominika Strumilo
Dominika Strumilo (* 26. Dezember 1996 in Sint-Niklaas, Belgien) ist eine belgische Volleyballspielerin mit polnischen Wurzeln.

## Karriere

### Verein
Strumilo begann ihre Karriere 2012 beim belgischen Erstligisten Asterix Kieldrecht, wo sie ab 2014 im Kader der ersten Mannschaft stand. Während der Zeit in der Profimannschaft wurde die Außenangreiferin zwei Mal belgische Meisterin und drei Mal belgische Pokalsiegerin.
Im Juli 2016 gab der deutsche Meister und Pokalsieger Dresdner SC die Verpflichtung von Dominika Strumilo bekannt. In der Saison 2016/17 kam Strumilo vor allem als Ergänzungsspielerin zum Einsatz, konnte besonders zu Saisonende in den Playoffs ihr Potenzial zeigen und erreichte mit dem Team den dritten Platz in der Meisterschaft. Anfang Mai 2017 wurde der Vertrag der Außenangreiferin um zwei Jahre bis 2019 verlängert. In der Saison 2017/18 erreichte Strumilo mit dem Dresdner Verein den Pokalsieg sowie den Einzug in das Playoff-Halbfinale. Anfang Juni 2018 wurde der Vertrag mit dem Dresdner SC im gegenseitigen Einvernehmen aufgelöst und Strumilo wechselte zu Vandœuvre Nancy Volley-Ball.

### Nationalmannschaft
Strumilo spielt seit 2014 für die Belgische Volleyballnationalmannschaft der Frauen. Mit der Mannschaft nahm sie am Volleyball World Grand Prix in den Jahren 2014 und 2016 sowie an der Europameisterschaft im Jahr 2015 teil. Auch für die Volleyball-Europameisterschaft der Frauen 2017 steht sie im Kader Belgiens.